# 山崎益吉
山崎 益吉（やまざき ますきち、1942年7月9日 - ）は、日本の経済学者。高崎経済大学特任教授。専攻は日本経済思想史、経済学方法論。

## 略歴
群馬県甘楽郡甘楽町生まれ。1961年3月群馬県立富岡高等学校、1965年高崎経済大学経済学部をそれぞれ卒業。1969年3月青山学院大学大学院経済研究科修士課程修了。同年4月助手として高崎経済大学に着任した後、1972年講師、1974年助教授、1982年教授として奉職。1991年に1年間文部省の在外研究員としてロンドン大学歴史研究所に留学。1994年には高崎経済大学付属産業研究所所長に就任し、1996年から1999年まで第19代高崎経済大学学長を務める。2018年春の叙勲で瑞宝中綬章を受章。

## 著書
- 転換期の経済と社会 多賀出版 1980年
- 横井小楠の社会経済思想 多賀出版 1981年
- 日本経済思想史 高文堂 1981年
- カルチャノミー時代の提唱 貝出版企画 1982年
- 地域ルネッサンスの提唱 日本経済評論社 1984年
- 地域ルネッサンスの誕生―二十一世紀へのまちづくり 日本経済評論社 1984年1月
- 経済倫理学叙説 日本経済評論社 1997年7月
- 横井小楠と道徳哲学―総合大観の行方 高文堂出版社 2003年1月
- 製糸工女のエートス―日本近代化を担った女性たち 日本経済評論社 2003年1月
- 戦後日本の経済思想―経済主義を超えて 高文堂出版社 2003年12月

## 共編著・論文等
- 「近代群馬の民衆思想―経世済民の系譜―」 （高崎経済大学附属産業研究所編 『近代群馬の民衆思想―経世済民の系譜―』 日本経済評論社, 2004.2）

## 所属学会
- 経済学史学会
- 日本経済政策学会
- 経済社会学会
- 梅園学会
- 日本経済思想史研究会
- 小楠研究会

## 参考
リサーチマップ[url = https://researchmap.jp/read0019765/?lang=japanese]